# Serial Data Transport Interface
La SDTI, acronimo di Serial Data Transport Interface, è un sistema di trasmissione di pacchetti dati tramite una comune interfaccia Serial Digital Interface, all'interno dello stesso flusso dati. Questa interfaccia permette la trasmissione di dati utilizzando tutte le comuni strutture di distribuzione  e smistamento SDI già esistenti.
L'interfaccia SDTI è standardizzata a livello SMPTE come SMPTE 305M per la televisione a definizione standard e come SMTPE 348M per la versione ad alta definizione. Dal momento che sfrutta un flusso dati SDI, i connettori usati sono del tipo BNC.

## Aspetti tecnici
Progettata per evitare la perdita di qualità dovuta a generazioni di copie successive dei formati digitali compressi, la SDTI trova applicazione su sistemi DV, DVCPRO, Betacam SX e MPEG-2. È possibile trasferire il video tra due dispositivi senza perdita di qualità, finché il codec utilizzato è lo stesso per entrambi.
Insieme al video, è possibile trasferire anche tutti i canali audio supportati, il timecode e tutti i dati ausiliari.
All'interno di un flusso standard SDI, i dati sono inseriti nel normale video attivo, tra i pacchetti Start of Active Video (SAV) e End of Active Video (EAV). In un flusso a 270  Mb/s sono disponibili 1440 parole d 10 bit (1920 parole a 8 bit nella versione a 360 Mb/s).
Dal momento che i dati SDTI sono compressi, il trasferimento può avvenire a velocità superiori rispetto a quella di riproduzione, cosa molto utile nel caso di trasferimento di registrazioni su un video server.
Per esempio, i videoregistratori in formato IMX utilizzano un flusso MPEG-2 a 50 Mb/s che può essere riversato in metà del tempo nominale.